# Amazonenameise
Die Amazonenameise (Polyergus rufescens) ist eine Ameisenart aus der Unterfamilie der Schuppenameisen (Formicinae).
Polyergus rufescens ist ein hochspezialisierter „obligatorischer Sklavenjäger“, das heißt, sie ist ohne „Sklavenameisen“ nicht mehr überlebensfähig. Amazonenameisen unternehmen regelmäßig Raubzüge zu den Nestern von bestimmten Arten der Gattung Formica, rauben dort Larven und Puppen und transportieren sie zum eigenen Nest zurück. Dort werden die geraubten Larven und Puppen von bereits vorhandenen „Sklavenameisen“ aufgezogen und übernehmen die Versorgung der Amazonenameisen.

## Merkmale
Die Arbeiterinnen sind rotbraun und 5–7 mm lang, die Königinnen sind dunkelbraun und 8,0–9,5 mm lang und die Männchen sind schwarz und 6,0–7,5 mm lang. In Anpassung an die Lebensweise als Sklavenjäger sind die Mundwerkzeuge stark spezialisiert.
Die Mandibeln sind zu effektiven Tötungswerkzeugen umgebildet. Sie sind sichelförmig und haben eine sehr scharfe Schneidkante, die zusätzlich fein gezähnt ist. Mit diesen Mandibeln können Amazonenameisen auch stark gepanzerte Körperteile wie Kopf oder Brust anderer Ameisen sehr schnell durchdringen. Die Maxillen und die Labien sind hingegen stark verkürzt und wohl nicht mehr funktionstüchtig. Die Antennen sind 12-gliedrig.

## Verbreitung und Lebensraum
Die Art ist sehr selten. Sie besiedelt Mittel- und Südeuropa. In Deutschland ist ihr Vorkommen auf die warmen Gebiete beschränkt, am häufigsten sind Amazonenameisen hier in den Muschelkalkgebieten von Thüringen, Sachsen, Hessen, Bayern und Baden-Württemberg.
Sie ist wärmeliebend und besiedelt Trocken- und Halbtrockenrasen in der Ebene und im Hügelland. Wesentliche Bedingung für ein Vorkommen sind dichte Populationen von mindestens einer geeigneten Wirtsameise aus der Gattung der Waldameisen (Formica), z. B. die Rotrückige Sklavenameise (Formica cunicularia), die Grauschwarze Sklavenameise (Formica fusca) oder Formica rufibarbis.

## Lebensweise
Amazonenameisen sind wegen ihrer hocheffizienten Sklavenjagden schon seit dem 18. Jahrhundert immer wieder beschrieben worden. Die Lokalisierung der Wirtsnester erfolgt durch Kundschafter. Diese legen bei ihrer Suche eine Duftspur aus Pheromonen. Ist ein geeignetes Nest gefunden, läuft der Kundschafter zu seinem Heimatnest zurück. Dort rekrutiert er sofort alle zur Verfügung stehenden Arbeiterinnen; das können einige hundert bis zu 1500 Individuen sein. Auch diese Rekrutierung erfolgt mit hoher Wahrscheinlichkeit über leicht flüchtige Pheromone. Die Raubzüge können auch in schwierigem Gelände bis zu 85 m weit führen.
Bis Mitte der 90er Jahre ging man davon aus, dass die rekrutierte Armee auf der Duftspur des Kundschafters zum Ziel läuft. Neuere Untersuchungen haben jedoch gezeigt, dass dies nur bedingt gilt, denn die Arbeiterinnen von P. rufescens können gewissermaßen navigieren. Der Kundschafter und die Amazonenameisen an der Spitze der Armee nutzen ausschließlich polarisiertes UV-Licht des Himmels zur Orientierung und folgen nicht der Duftspur des Kundschafters. Ameisen in der Mitte orientieren sich ebenfalls am UV-Licht, folgen aber auch der Duftspur der führenden Ameisen. Auf dem Rückweg zum eigenen Nest folgen die Ameisen der Duftspur der Armee, nutzen aber das Himmelslicht, um die Route Richtung Nest zu korrigieren.
Die Plünderung erfolgt weitgehend kampflos, da die Bewohner der überfallenen Wirtsnester durch ein so genanntes „Propagandapheromon“ zur sofortigen Flucht aus dem Nest veranlasst werden. Sie klettern mit Teilen der Brut auf Grashalme oder verstecken sich in Nestnähe. P. rufescens schwächt das überfallene Ameisenvolk nicht mehr als nötig, da sie es dann wiederholt überfallen kann. Nur Ameisen, die sich auf einen Kampf einlassen, werden durch Bisse in die Kopfkapsel oder den Körper getötet. Die Amazonenameisen laufen mit ihrer Beute zum eigenen Nest zurück. Die Larven und Puppen werden ins Nest gebracht oder vor dem Eingang abgelegt und von den Sklavenameisen eingetragen und versorgt.
In mittelgroßen bis großen Nestern von P. rufescens beträgt der Anteil der Sklavenameisen 80 bis 90 %. Da sich die Sklavenameisen im Nest von P. rufescens nicht fortpflanzen können, müssen regelmäßig neue Sklaven herangeschafft werden. In einem Fall wurden von den Arbeiterinnen eines großen Amazonenameisennests an 33 Sommertagen 41 Raubzüge durchgeführt, dabei wurden etwa 40.000 Larven und Puppen erbeutet.
Gegen die angreifende Armee von P. rufescens haben die Wirtsameisen offenbar kaum eine Abwehrmöglichkeit. Bei einer Untersuchung in Bayern wurde jedoch festgestellt, dass die Aggressivität von Arbeiterinnen der Wirtsart F. rufibarbis gegen P. rufescens-Arbeiterinnen in der Zeit der Raubzüge von P. rufescens (Ende Juni bis Mitte September) stark zunimmt. Mit hoher Wahrscheinlichkeit zielt diese Aggressivitätssteigerung auf die Tötung der einzeln operierenden Kundschafter von P. rufescens und dient so der Vermeidung von Raubzügen.

### Ernährung
P. rufescens ist nicht mehr in der Lage, selbstständig Nahrung aufzunehmen. Die Arbeiterinnen werden von den Sklavenarbeiterinnen mit flüssigen Sekreten gefüttert.

### Fortpflanzung
Die Geschlechtstiere schwärmen in Mitteleuropa von Mitte Juli bis Anfang September. Der Großteil der jungen Königinnen fliegt aus dem Nest ab. Ein Teil der Königinnen läuft aber bei Raubzügen mit, bleibt gelegentlich stehen und gibt ein Sexualpheromon aus der Mandibeldrüse ab. Nach einigen Minuten fliegen Männchen heran und begatten die Königinnen. Die Königinnen werfen dann sofort die Flügel ab und nehmen am Raubzug teil. Sie können allein in das Nest einer Wirtsart eindringen und die Wirtskönigin töten oder sich im Nest der angegriffenen Ameisen festsetzen und so eine neue Kolonie gründen.

## Gefährdung
Die Amazonenameise gilt laut Roter Liste von Deutschland als vom Aussterben bedroht (Kategorie 1). Als wärmeliebender Bewohner von Trockenrasen ist die Art einerseits durch Nutzungsauflassung und Verbuschung, andererseits aber auch durch direkte oder indirekte Düngung ihres Lebensraumes bedroht.